# 红楼宴
红楼宴源自《红楼梦》。《红楼梦》是清朝时由曹雪芹创作的中国古典章回小说，位列中国四大名著之首。它通过四大家族的兴衰全面展现了中国古代贵族的生活。其中，饮食作为非常重要的部分被作者渲染，出现的食品达180多种。作者意图借此展现中国古代大家族奢靡的生活、暗示人物性格甚至推动情节的发展。尽管《红楼梦》并不是一部关于“吃”的书，但是研究其中的饮食对于了解中国古代文化十分有意义。
经过学界考证，冯其庸等学者认为红楼宴隶属于淮扬菜系，融合了扬州、南京等地的美食特色。
红楼宴的研究起始于上世纪70年代，经过业界30余位专家、学者的推动，早已实现从理论到实践的过程。各地都纷纷开张以红楼宴为主打的餐厅，其中以中国大陆的扬州、北京、台湾及澳门地区较为有代表性。各地融合本身的地域特色，各有侧重的对红楼宴进行开发、诠释，使得红楼宴在中国名宴上占有一席之地，并且名扬海外。

## 扬州红楼宴
扬州红楼宴是根据《红楼梦》中对于菜肴的名称，和描写，结合明末清初的饮食习惯，加以现代化的改良所制成的菜色。扬州西园大酒店（原西园饭店）、扬州宾馆的名厨团队（王忠宪、陈恩德、仇根邦和肖庆和）于1988年6月，在原扬州市外事办主任姚伟鼎和著名红学家冯其庸教授的带领下赴新加坡参展“中国红楼梦文化艺术展”，正式推出扬州红楼宴，轰动狮城。

## 北京红楼宴
北京红楼宴以北京大观园酒店和来今雨轩。北京大观园酒店位于北京大观园公园内。北京大观园公园为拍摄红楼梦 (1987年电视剧)所建。四川宜宾红楼梦酒业有限公司充分挖掘红楼梦酒文化，推出“十二金钗酒”，十二个梯度及风味展现“十二金钗”不同的风情。北京大观园酒店的红楼宴就以“十二衩酒”佐餐。来今雨轩位于北京中山公园内，于1983年推出红楼宴，是北京最早推出红楼宴的餐厅。其红楼宴主导人——孙大力，也被称为“红楼菜之父”。

## 其他地区红楼宴
1. 辽东地区
2. 台湾及澳门地区
3. 海外（美国纽约）

辽东地区主要着重融合地方特色与红楼文化，迎合当地口味推出红楼宴。中國大陸红楼宴注重原著及结合时代饮食习俗对菜色进行开发，而台湾及纽约的红楼宴则属于借物会意。